# Agrilus eleanorae
Agrilus eleanorae är en skalbaggsart som beskrevs av Fisher 1928. Agrilus eleanorae ingår i släktet Agrilus och familjen praktbaggar. Inga underarter finns listade i Catalogue of Life.